# Glitteristjärnen
Glitteristjärnen är en sjö i Ovanåkers kommun i Hälsingland och ingår i Dalälvens huvudavrinningsområde. Sjöns area är 0,013 kvadratkilometer och den är belägen 343 meter över havet.